# TeX
TeX (officielt skrevet TEX, og udtalt "tekh") er et layoutsystem skrevet af Donald Knuth, populært i akademiske kredse, specielt indenfor matematik, fysik, økonomi, datalogi og medialogi.
TeX anses generelt for at være den bedste måde at opsætte komplekse matematiske formler på, men specielt på grund af LaTeX og andre lignende pakker, bruges TeX nu også til andre formål.
TeX kan bruges til at opsætte formler på Wikipedia: se TeX markup.

## Om navnet
TEX kommer fra den græske oprindelse til ordet teknik, τέχνη téchne "håndværk". 
Det skulle oprindeligt være stavet Tau Epsilon Chi.

### Brugergrupper
- Dansk TeX-brugergruppe
- Welcome to the TeX Users Group Home Page
- Nyhedsgruppen: comp.text.tex

### Vejvisere
- DMOZ open directory project: TeX Arkiveret 11. marts 2004 hos  Wayback Machine
- NASA: Hypertext Help with LaTeX: Other On-line LaTeX Information Arkiveret 16. april 2003 hos  Wayback Machine
- Mac OS X TeX/LaTeX Web Site Arkiveret 1. april 2003 hos  Wayback Machine

### Software
- Unix: TeTeX
- Windows: MikTeX Arkiveret 7. september 2005 hos  Wayback Machine
- Mac OS X, Mac OS: OzTeX
- Mac OS X, Mac OS: Excalibur freeware stavekontrol til TeX, html... Arkiveret 1. april 2003 hos  Wayback Machine
- DOS: EmTeX Arkiveret 2. april 2003 hos  Wayback Machine
- Windows & DOS: BibDB – A BibTeX Database Manager (Webside ikke længere tilgængelig)
- Mac OS X: BibDesk: A BibTeX bibliography manager
- OpenOffice.org: Bibliographic Software: LaTeX / BibTeX
- LaTable: a visual table editor for LaTeX
- Notes and Hints on using BibTeX Bibliographies
- Manipulating BibTeX Bibliographies Arkiveret 19. april 2003 hos  Wayback Machine

### Konverter
- TTH: the TEX to HTML translator Arkiveret 1. april 2003 hos  Wayback Machine
- RTF – to – LaTeX, RTF – to – TeX Arkiveret 2. april 2003 hos  Wayback Machine
- LaTeX2HTML

### Arkiver
- Dante ftp tex-archive (Webside ikke længere tilgængelig)